# 無量寺 (可児市)
無量寺（むりょうじ）は、岐阜県可児市二野にある高野山真言宗の寺院である。山号は慈雲山。

## 沿革
寺伝によると、かつては寶地院と言い、現在の場所から約600メートルほど西に位置していた。
開基は翁照とあるが、その年月は不詳である。
万治2年（1659年）、領主の原氏によって現在地に移され、尾張春日井郡小牧村の真言宗の無量寺から寺号を引いて、久々利村の放生寺の末寺として再興された。
無量寺にあった木造大日如来坐像、木造阿弥陀如来立像、円空仏の観音菩薩坐像は現在、可児郷土歴史館へ寄託されている。
境内には正徳3年(1713年)の石仏などがあり、弘法堂は可児新四国五十二番札所である。
また南に100mほどに愛知県みよし市の三好稲荷の分社があるが、明治初年の山論の際に御利益があったとして当地へ分社を祀ったものである。

## 文化財
- 木造大日如来坐像（岐阜県指定重要文化財）[1][3] - 可児郷土歴史館へ寄託中。
- 木造阿弥陀如来立像（可児市指定重要文化財）[2] - 可児郷土歴史館へ寄託中。

## その他
- 円空仏 - 1679（延宝7）年頃の作で、可児郷土歴史館に所蔵されている。